# Elytrophorus globularis
Elytrophorus globularis är en gräsart som beskrevs av Eduard Hackel. Elytrophorus globularis ingår i släktet Elytrophorus och familjen gräs. Inga underarter finns listade i Catalogue of Life.